# 石手
石手（いして）は、愛媛県松山市の地名である。石手一丁目から石手五丁目までが設置されている。
2012年1月1日現在の人口は3,788人、世帯数は1,682世帯。郵便番号は、790-0852。

## 地理
愛媛県松山市東部に位置する。町の南側には石手川が流れる。
溝辺町、常光寺町、道後姫塚、上市、紅葉町、樽味、東野、新石手と接している。

## 経済

### 産業
店舗・企業
- イフイ石手本店
- セブンスター石手店
- ときわガーランド
- 松山石手郵便局（日本郵政グループ）

## 校区
市立の小・中学校に通う場合、松山市立道後小学校、松山市立道後中学校の学区となる。

## 交通
道路
国道317号、愛媛県道40号松山東部環状線、愛媛県道187号六軒屋石手線が走る。

## 施設
- 石手寺（四国八十八箇所の第五十一番札所）
- 松山市立道後小学校
- 石手公民館（公共施設）

## ゆかりのある人物
- 藤本薫喜（医学博士、長崎大学名誉教授） - 住所が石手5丁目[2]。